# Clássico Santafesino
Clássico Santafesino (el Clásico Santafesino em espanhol) é como denomina-se a partida do futebol argentino entre os dois clubes mais importantes da cidade de Santa Fé: o Club Atlético Colón e o Club Atlético Unión.
Sendo um dos clássicos mais equilibrados da Argentina (atualmente estão cima o Unión 28x26 no retrospecto da AFA), ambas as equipes se enfrentaram tanto pela Liga Santafesina como pela Primera e Segunda Divisão, em 142 oportunidades, com o Unión vencendo 47 (179 gols), Colón vencendo 43 partidas (162 gols),  e 47 empates.

## Partidas disputados na Liga Santafesina de Fútbol
| Ano  | Resultado       | Gols                                      | Estádio               |
| ---- | --------------- | ----------------------------------------- | --------------------- |
| 1931 | Unión 0x2 Colón | Martínez, Miranda (C)                     | 15 de Abril           |
| 1931 | Colón 2x2 Unión | Espíndola (C) - Noé, Cattaneo (U)         | Colón                 |
| 1932 | Unión 4x0 Colón | Vergara (2), Chividini, Noé (U)           | 15 de Abril           |
| 1932 | Colón 0x2 Unión | Noé, Giménez (U)                          | Colón                 |
| 1933 | Unión 3x2 Colón | Giménez (2), Noé (U) - Villagra, Vega (C) | 15 de Abril           |
| 1933 | Colón 3x2 Unión | Laterzza (3) (C) - Alissio, Giménez (U)   | Colón                 |
| 1934 | Colón 1x1 Unión | Levanchi - Lozano (U)                     | Colón                 |
| 1934 | Unión 1x1 Colón | Alissio (U) - Aldana (C)                  | 15 de Abril           |
| 1934 | Unión 1x0 Colón | Milesi (U)                                | Gimnasia de Ciudadela |
| 1935 | Colón 1x2 Unión | Levanchi - Milesi (2) (U)                 | Colón                 |
| 1935 | Unión 2x1 Colón | Milesi, Bovadilla (U) - Montenegro (C)    | 15 de Abril           |
| 1936 | Colón 3x1 Unión | Sánchez (2), Giménez (C) - Milesi (U)     | Colón                 |
| 1936 | Unión 0x0 Colón |                                           | 15 de Abril           |
| 1937 | Colón 0x2 Unión | Ulrich, Galateo (U)                       | Colón                 |
| 1938 | Unión 1x3 Colón | Wilde (U) - Vergara (2), Rivarola (C)     | 15 de Abril           |
| 1938 | Colón 0x3 Unión | Vergara, Nieres (U)                       | Colón                 |
| 1939 | Colón 0x0 Unión |                                           | Gimnasia de Ciudadela |
| 1939 | Unión 2x0 Colón | Gervé, Berga (U)                          | 15 de Abril           |

## Partidas disputados na Asociación del Fútbol Argentino
| Ano  | Resultado       | Marcadores                                                                   | Estádio         |
| ---- | --------------- | ---------------------------------------------------------------------------- | --------------- |
| 1948 | Colon 1x0 Union | Salomon Elias (C)                                                            | Eva Perón       |
| 1948 | Union 1x1 Colon | Bruzzone (U) - Cantelli (C)                                                  | 15 de Abril     |
| 1949 | Union 1x0 Colon | Lozada (U)                                                                   | 15 de Abril     |
| 1949 | Colon 2x2 Union | Canteli (2) (C) - Greco y Micci (U)                                          | Eva Perón       |
| 1950 | Union 2x1 Colon | Acosta y Marini (U) - Ferreyra (C)                                           | 15 de Abril     |
| 1950 | Colon 2x0 Union | Cantelli (2)                                                                 | Eva Perón       |
| 1951 | Union 1x1 Colon | Marangelo (C) - Bruzzone (U)                                                 | 15 de Abril     |
| 1951 | Colon 2x1 Union | Canteli y Leanza (C) - Sanchez (U)                                           | Eva Perón       |
| 1952 | Union 1x0 Colon | Costa (U)                                                                    | 15 de Abril     |
| 1952 | Colon 1x1 Union | Acosta (U) - Mercado (C)                                                     | Eva Perón       |
| 1953 | Colon 1x2 Union | Martorelli (C) - Frutos y Greco (U)                                          | Eva Perón       |
| 1953 | Union 1x2 Colon | Mieres (U) - Marangelo y Raccaro (C)                                         | 15 de Abril     |
| 1954 | Union 2x2 Colon | Riccardi y Rebecchi (C) - Maidana (2) (U)                                    | 15 de Abril     |
| 1954 | Colon 2x0 Union | Bozalla y Oliva Silva                                                        | Eva Perón       |
| 1955 | Union 2x1 Colon | Olivera (C) - Marazabal (2) (U)                                              | 15 de Abril     |
| 1955 | Colon 5x4 Union | Olivera (3) - Sanches y Ferreyra (C) - Avila - Mieres - Maidana y Rivero (U) | Eva Perón       |
| 1956 | Union 1x2 Colon | Ortiz y Olivera (C) - Mieres (U)                                             | 15 de Abril     |
| 1956 | Colon 2x0 Union | Gurpide (2)                                                                  |                 |
| 1957 | Colon 0x1 Union | Isella (U)                                                                   |                 |
| 1957 | Union 2x1 Colon | Isella y Perezlindo (U) - Ortiz (C)                                          | 15 de Abril     |
| 1958 | Union 3x0 Colon | Castillo, Cáceres, Cuspite (U) - (*)                                         | 15 de Abril     |
| 1958 | Colon 1x0 Union | Castillo                                                                     |                 |
| 1959 | Union 4x1 Colon | Castillo y Sanchez (3) (U) - Ricardi (C)                                     | 15 de Abril     |
| 1959 | Colon 0x1 Union | Castillo (U)                                                                 |                 |
| 1965 | Union 4x3 Colon | Medina (3) (C) - Vitale (2) - Ruiz y Bonacossa (U)                           | 15 de Abril     |
| 1965 | Colon 0x0 Union |                                                                              |                 |
| 1967 | Union 0x0 Colon |                                                                              | 15 de Abril     |
| 1967 | Colon 1x1 Union | Nogara (U) - Colman (C)                                                      |                 |
| 1969 | Union 0x0 Colon | (**)                                                                         | 15 de Abril     |
| 1969 | Colon 0x1 Union | Scotta (U)                                                                   |                 |
| 1970 | Colon 1x3 Union | Motura (C) - Toye - Scotta y Martinez (U)                                    |                 |
| 1970 | Colon 1x1 Union | Cordoba (C) - Genolet (U)                                                    |                 |
| 1970 | Union 0x1 Colon | Motura                                                                       | 15 de Abril     |
| 1975 | Union 0x0 Colon |                                                                              | 15 de Abril     |
| 1975 | Colon 3x2 Union | Alvarez - Salinas y Coscia (C) - Marchetti y Mastrangelo (U)                 | Brigadier López |
| 1975 | Union 1x1 Colon | Marchetti (U) - Iman (C)                                                     | 15 de Abril     |
| 1975 | Colon 1x0 Union | Olivares                                                                     | Brigadier López |
| 1976 | Colon 2x2 Union | Sanchez y Arico (C) - Casaccio y Marchetti (U)                               | Brigadier López |
| 1976 | Colon 3x1 Union | Saldaño - Alvarez y Arico (C) - Raschia (U)                                  | Brigadier López |
| 1976 | Union 4x2 Colon | Marchetti (2) y Moreno (2) (U) - Saldaño y Arico (C)                         | 15 de Abril     |
| 1976 | Colon 1x1 Union | Borgna (C) - Trossero (U)                                                    | Brigadier López |
| 1976 | Union 1x0 Colon | Trossero (U)                                                                 | 15 de Abril     |
| 1977 | Colon 2x1 Union | Villarruel y Roldan (C) - Bottaniz (U)                                       | Brigadier López |
| 1977 | Union 0x1 Colon | Di Meola                                                                     | 15 de Abril     |
| 1978 | Colon 1x1 Union | Mazo (C) - Ribecca (U)                                                       | Brigadier López |
| 1978 | Union 1x1 Colon | Monzon (C) - Giachellio (U)                                                  | 15 de Abril     |
| 1979 | Colon 1x1 Union | Alberto (U) y Villarruel (C)                                                 | Brigadier López |
| 1979 | Union 2x1 Colon | Roldan (C) - Ali y Mazzoni (U)                                               | 15 de Abril     |
| 1980 | Union 2x0 Colon | Lattuada y Ali (U)                                                           | 15 de Abril     |
| 1980 | Colon 2x1 Union | Pellegrini (2) (C) - Arroyo (U)                                              | Brigadier López |
| 1980 | Union 3x1 Colon | Landucci - Regenhart y Sthelik (U) - Aguero (C)                              | 15 de Abril     |
| 1980 | Colon 0x1 Union | Ali (U)                                                                      | Brigadier López |
| 1981 | Union 2x0 Colon | Ali y Sthelik (U) - (***)                                                    | 15 de Abril     |
| 1981 | Colon 1x1 Union | Lattuada (U) - Mercado (C)                                                   | Brigadier López |
| 1988 | Colon 2x2 Union | Toresani y Sanchez (U) - Lopez y Poppoli (C)                                 | Brigadier López |
| 1989 | Union 1x1 Colon | Verdirtame (C) - Castro (U)                                                  | 15 de Abril     |
| 1989 | Colon 0x2 Union | Echaniz y Altamirano (U)                                                     | Brigadier López |
| 1989 | Union 1x0 Colon | Madelon (U)                                                                  | 15 de Abril     |
| 1992 | Union 1x2 Colon | Marini y Cincunegui (C) - Magmin (U)                                         | 15 de Abril     |
| 1993 | Colon 1x1 Union | Solari (U) - Cincunegui (C)                                                  | Brigadier López |
| 1993 | Union 1x2 Colon | Ingrao (C) - Juarez y Marini (C)                                             | 15 de Abril     |
| 1994 | Colon 2x1 Union | Risso (2) (C) - Ruffini (U)                                                  | Brigadier López |
| 1994 | Union 1x2 Colon | Gonzalez (2) (C) - Marzo (U)                                                 | 15 de Abril     |
| 1995 | Colon 3x1 Union | Uliambre (2) y Gonzalez (C) - Areco (U)                                      | Brigadier López |
| 1996 | Union 1x1 Colon | Risso (C) - Mazzoni (U)                                                      | 15 de Abril     |
| 1997 | Colon 0x0 Union |                                                                              | Brigadier López |
| 1997 | Colon 2x1 Union | Castillo y Agoglia (C) - Bezombe (U)                                         | Brigadier López |
| 1998 | Union 0x2 Colon | Fuertes y Ricchetti                                                          | 15 de Abril     |
| 1998 | Union 2x2 Colon | Fernandez y Cabrol (U) - Saralegui y Sandoval (C)                            | 15 de Abril     |
| 1999 | Colon 0x0 Union | (****)                                                                       | Brigadier López |
| 1999 | Unión 2x0 Colon | Trullet y Silvera (U)                                                        | 15 de Abril     |
| 2000 | Colon 4x0 Unión | Fuertes - Enria y Delgado (2)                                                | Brigadier López |
| 2000 | Colon 2x2 Unión | Rios y Tilger (U) - Delgado y Gigena (C)                                     | Brigadier López |
| 2001 | Unión 1x1 Colon | Silvera (U) - Graf (C)                                                       | 15 de Abril     |
| 2002 | Colon 0x0 Unión |                                                                              | Brigadier López |
| 2002 | Colon 1x0 Unión | Miglionico                                                                   | Brigadier López |
| 2003 | Unión 0x0 Colon |                                                                              | 15 de Abril     |
| 2011 | Colon 0x2 Unión | Rosales, Montero(U)                                                          | Brigadier López |
| 2012 | Unión 2x2 Colón | Jara, Correa (U) - Moreno y Fabianesi (2) (C)                                | 15 de Abril     |
| 2012 | Colón 2x0 Unión | Mugni, Gigliotti (C)                                                         | Brigadier López |
| 2013 | Unión 1x0 Colón | Lizio (U)                                                                    | 15 de Abril     |
| 2015 | Colón 0x0 Unión |                                                                              | Brigadier López |
| 2015 | Unión 0x0 Colón |                                                                              | 15 de Abril     |
| 2016 | Colón 0x3 Unión | Brítez, Soldano, Malcorra (U)                                                | Brigadier López |
| 2016 | Unión 1x0 Colón | Gamba (U)                                                                    | 15 de Abril     |
| 2017 | Unión 0x2 Colón | Ortíz, Garnier (C)                                                           | 15 de Abril     |
| 2017 | Colón 1x1 Unión | Vera (C) - Conti (g/c) (U)                                                   | Brigadier López |
| 2018 | Unión 1x1 Colón | Ortíz (g/c) (U) - Correa (C)                                                 | 15 de Abril     |
| 2018 | Colón 0x0 Unión |                                                                              | Brigadier López |
| 2019 | Unión 1x0 Colón | Mazzola (U)                                                                  | 15 de Abril     |

- (*) Partida suspensa por incidentes. Deu-se como ganha pelo Unión.
- (**) Partida suspensa por incidentes. Deu-se como ganha pelo Unión.
- (***) Partida suspensa por incidentes. Deu-se como ganha pelo Unión.
- (****) Partida suspensa por incidentes. Deu-se como empate pelo Unión e perdido pelo Colón.

## Estatísticas
- Atualizado em 02 de setembro de 2018 [3] [4]

| Estatísticas                    |     |
| Número de partidas              | 141 |
| Vitórias do Club Atlético Unión | 47  |
| Vitórias do Club Atlético Colón | 43  |
| Empates                         | 47  |
| Número de gols do Unión         | 180 |
| Número de gols do Colón         | 162 |

### O clássico em outra cidade
Em 22 de fevereiro de 1981, Colón teve o estádio suspenso e por isso a partida ocorreu no estádio do Newell's Old Boys, em Rosario. O árbitro foi Claudio Busca e o jogo terminou empatado em 1 x 1, com gols de Mercado para Colón e Lattuada para Unión.

### Partidas históricas
Clássicos de 1989: Finais  
Em 22 de julho de 1989, o Unión deu um passo fundamental para conquistar um histórico acesso, ao vencer o Colón por 2 x 0 no Barrio Centenario, com gols de Echaniz e Altamirano. Em 29 de julho de 1989, o Unión conquistou o acesso à Primeira Divisão vencendo o seu rival por 1 x 0, com gol de Leonardo Carol Madelón.

## Maiores goleadas
- No ano de 2000 ocorreu a maior goleada do clássico na primeira divisão, quando a equipe rubro-negra venceu seu rival por 4 x 0, com um gol de Esteban Fuertes, um de Enria e dois de Delgado.

- A maior goleada AFA registrada do Unión sobre Colón ocorreu no clássico de 1959 onde os tatengues venceram por 4 x 1.

- Enquanto que o dérbi com maior quantidade de gols ocorreu em 9 de outubro de 1955 no estádio de Barrio Centenario, Colón derrotou o Unión por 5 x 4, os gols foram marcados por Olivera (C), Olivera (C), Avila (U), Mieres (Penal U), Maidana (U), Olivera (C), Sánchez (C), Ferreyra (C) e Rivero (U).

### Artilheiros
- Colón: José Cantelli (6 gols).
- Unión: Víctor Rodolfo Marchetti (5 gols).

### Jogadores com mais partidas disputadas
- Colón: Ricardo Aniceto Roldán (15 clássicos)
- Unión: Víctor Alfredo Bottaniz e Virgilio Acosta (14).

### Técnicos que de mais clássico participaram
- Unión: Reynaldo Volken (8).
- Colón: José "Gitano" Juárez (4).

## Partidas suspensas
- Em 2 de novembro de 1958 pela primeira vez na história o clássico santafesino terminou suspenso por incidentes. A partida era jogada no estádio do Unión. Aos 40 minutos da primeira etapa, o tatengue já vencia por 3 x 0, o árbitro decidiu suspender a partida quando a torcida sabalera derrubou um alambrado impedindo que a partida continuasse, e assim evitando uma goleada maior.

- Em 23 de março de 1969, Unión e Colón empatavam sem gols quando aos 8 minutos do segundo tempo a partida teve de ser suspensa por incidentes nas tribunas visitantes. O jogo terminou com vitória do Unión.

- Em 22 de fevereiro de 1981, pela terceira vez na história, um clássico de Santa Fé foi suspenso. No estádio do Unión, o mandante vencia por 2 x 0 com gols de Alí e Stelick, marcando uma clara superioridade. Aos 43 minutos do primeiro tempo, a torcida sabalera agrediu a um juíz de linha, obrigando-o a suspender a partido.

- O último jogo suspenso até a data foi em 11 de abril de 1999 com o marcador em 0 x 0 no Brigadier Lopez, aos 17 minutos do segundo tempo o árbitro Daniel Giménez suspendeu a partida por agressão a um juiz de linha, por parte de uma parcialidade local.